# Liste der Gemeinden im Landkreis Regen

Karte des Landkreises Regen

Die Liste der Gemeinden im Landkreis Regen gibt einen Überblick über die Verwaltungseinheiten des Landkreises. Es gibt 24 politische Gemeinden, von denen 20 eine eigene Verwaltung haben, und 1 Verwaltungsgemeinschaft.

## Legende
- Verwaltungseinheit: Name der Gemeinde und Angabe der Gemeindeart: Gemeinde (–), Markt (M), Stadt (St), Große Kreisstadt (GKSt) oder Name der Verwaltungsgemeinschaft. Einheitsgemeinden wie auch Verwaltungsgemeinschaften sind fett gedruckt
- Wappen: Wappen der Gemeinde
- GT: Gemeindeteile der Gemeinde. Der Wiki-Link ist mit der Gemeindegliederung der jeweiligen Gemeinde verknüpft.
- VG: Zeigt ggf. an, ob eine Gemeinde zu einer Verwaltungsgemeinschaft gehört
- Karte: Zeigt die Lage der Gemeinde im Landkreis
- Fläche: Fläche der Stadt beziehungsweise Gemeinde, angegeben in Quadratkilometer
- Einwohner: Zahl der Menschen, die in der Gemeinde beziehungsweise Stadt leben (Stand: 31. Dezember 2023[1])
- EW-Dichte: Angegeben ist die Einwohnerdichte, gerechnet auf die Fläche der Verwaltungseinheit, angegeben in Einwohner pro km2 (Stand: 31. Dezember 2023[2])
- Statistik: Link zur kommunalen Statistik des Bayerischen Landesamts für Statistik
- Website: Website der Gemeinde bzw. der Verwaltungsgemeinschaft

## Gemeinden
| Verwaltungseinheit                     | Wappen                                   | GT  | VG             | Karte                                                              | Fläche in km²   | Einwohner      | Einwohner je km² | Statistik | Website |
| -------------------------------------- | ---------------------------------------- | --- | -------------- | ------------------------------------------------------------------ | --------------- | -------------- | ---------------- | --------- | ------- |
| Landkreis Regen                        | Wappen des Landkreises Regen             |     |                | Der Landkreis Regen                                                | 974.78 (100 %)  | 77940 (100 %)  | 80               | [ 3 ]     | [ 4 ]   |
| Verwaltungsgemeinschaft Ruhmannsfelden |                                          |     | Ruhmannsfelden | Lage der Verwaltungsgemeinschaft Ruhmannsfelden im Landkreis Regen | 72.34 (7.4 %)   | 6292 (8.1 %)   | 87               |           | [ 5 ]   |
| Achslach                               | Wappen der Gemeinde Achslach             | 27  | Ruhmannsfelden | Lage der Gemeinde Achslach im Landkreis Regen                      | 30.04 (3.1 %)   | 991 (1.3 %)    | 33               | [ 6 ]     | [ 7 ]   |
| Arnbruck                               | Wappen der Gemeinde Arnbruck             | 22  |                | Lage der Gemeinde Arnbruck im Landkreis Regen                      | 37.87 (3.9 %)   | 2017 (2.6 %)   | 53               | [ 8 ]     | [ 9 ]   |
| Bayerisch Eisenstein                   | Wappen der Gemeinde Bayerisch Eisenstein | 16  |                | Lage der Gemeinde Bayerisch Eisenstein im Landkreis Regen          | 47.32 (4.9 %)   | 986 (1.3 %)    | 21               | [ 10 ]    | [ 11 ]  |
| Bischofsmais                           | Wappen der Gemeinde Bischofsmais         | 36  |                | Lage der Gemeinde Bischofsmais im Landkreis Regen                  | 46.28 (4.7 %)   | 3349 (4.3 %)   | 72               | [ 12 ]    | [ 13 ]  |
| Böbrach                                | Wappen der Gemeinde Böbrach              | 30  |                | Lage der Gemeinde Böbrach im Landkreis Regen                       | 27.55 (2.8 %)   | 1622 (2.1 %)   | 59               | [ 14 ]    | [ 15 ]  |
| Bodenmais, M                           | Wappen der Gemeinde Bodenmais            | 19  |                | Lage der Gemeinde Bodenmais im Landkreis Regen                     | 45.29 (4.6 %)   | 3616 (4.6 %)   | 80               | [ 16 ]    | [ 17 ]  |
| Drachselsried                          | Wappen der Gemeinde Drachselsried        | 21  |                | Lage der Gemeinde Drachselsried im Landkreis Regen                 | 41.73 (4.3 %)   | 2440 (3.1 %)   | 58               | [ 18 ]    | [ 19 ]  |
| Frauenau                               | Wappen der Gemeinde Frauenau             | 15  |                | Lage der Gemeinde Frauenau im Landkreis Regen                      | 60.1 (6.2 %)    | 2706 (3.5 %)   | 45               | [ 20 ]    | [ 21 ]  |
| Geiersthal                             | Wappen der Gemeinde Geiersthal           | 32  |                | Lage der Gemeinde Geiersthal im Landkreis Regen                    | 22.37 (2.3 %)   | 2230 (2.9 %)   | 100              | [ 22 ]    | [ 23 ]  |
| Gotteszell                             | Wappen der Gemeinde Gotteszell           | 16  | Ruhmannsfelden | Lage der Gemeinde Gotteszell im Landkreis Regen                    | 9.22 (0.9 %)    | 1188 (1.5 %)   | 129              | [ 24 ]    | [ 25 ]  |
| Kirchberg im Wald                      | Wappen der Gemeinde Kirchberg im Wald    | 29  |                | Lage der Gemeinde Kirchberg im Wald im Landkreis Regen             | 48.79 (5 %)     | 4500 (5.8 %)   | 92               | [ 26 ]    | [ 27 ]  |
| Kirchdorf im Wald                      | Wappen der Gemeinde Kirchdorf im Wald    | 13  |                | Lage der Gemeinde Kirchdorf im Wald im Landkreis Regen             | 30.55 (3.1 %)   | 2077 (2.7 %)   | 68               | [ 28 ]    | [ 29 ]  |
| Kollnburg                              | Wappen der Gemeinde Kollnburg            | 100 |                | Lage der Gemeinde Kollnburg im Landkreis Regen                     | 59.53 (6.1 %)   | 2775 (3.6 %)   | 47               | [ 30 ]    | [ 31 ]  |
| Langdorf                               | Wappen der Gemeinde Langdorf             | 15  |                | Lage der Gemeinde Langdorf im Landkreis Regen                      | 34.35 (3.5 %)   | 1863 (2.4 %)   | 54               | [ 32 ]    | [ 33 ]  |
| Lindberg                               | Wappen der Gemeinde Lindberg             | 22  |                | Lage der Gemeinde Lindberg im Landkreis Regen                      | 108.84 (11.2 %) | 2308 (3 %)     | 21               | [ 34 ]    | [ 35 ]  |
| Patersdorf                             | Wappen der Gemeinde Patersdorf           | 28  |                | Lage der Gemeinde Patersdorf im Landkreis Regen                    | 17.04 (1.7 %)   | 1728 (2.2 %)   | 101              | [ 36 ]    | [ 37 ]  |
| Prackenbach                            | Wappen der Gemeinde Prackenbach          | 65  |                | Lage der Gemeinde Prackenbach im Landkreis Regen                   | 40.08 (4.1 %)   | 2792 (3.6 %)   | 70               | [ 38 ]    | [ 39 ]  |
| Regen, St                              | Wappen der Gemeinde Regen                | 57  |                | Lage der Gemeinde Regen im Landkreis Regen                         | 65.14 (6.7 %)   | 11009 (14.1 %) | 169              | [ 40 ]    | [ 41 ]  |
| Rinchnach                              | Wappen der Gemeinde Rinchnach            | 27  |                | Lage der Gemeinde Rinchnach im Landkreis Regen                     | 40.21 (4.1 %)   | 3094 (4 %)     | 77               | [ 42 ]    | [ 43 ]  |
| Ruhmannsfelden, M                      | Wappen der Gemeinde Ruhmannsfelden       | 14  | Ruhmannsfelden | Lage der Gemeinde Ruhmannsfelden im Landkreis Regen                | 5.8 (0.6 %)     | 2020 (2.6 %)   | 348              | [ 44 ]    | [ 45 ]  |
| Teisnach, M                            | Wappen der Gemeinde Teisnach             | 15  |                | Lage der Gemeinde Teisnach im Landkreis Regen                      | 25.77 (2.6 %)   | 3014 (3.9 %)   | 117              | [ 46 ]    | [ 47 ]  |
| Viechtach, St                          | Wappen der Gemeinde Viechtach            | 94  |                | Lage der Gemeinde Viechtach im Landkreis Regen                     | 62.47 (6.4 %)   | 8544 (11 %)    | 137              | [ 48 ]    | [ 49 ]  |
| Zachenberg                             | Wappen der Gemeinde Zachenberg           | 37  | Ruhmannsfelden | Lage der Gemeinde Zachenberg im Landkreis Regen                    | 27.28 (2.8 %)   | 2093 (2.7 %)   | 77               | [ 50 ]    | [ 51 ]  |
| Zwiesel, St                            | Wappen der Gemeinde Zwiesel              | 11  |                | Lage der Gemeinde Zwiesel im Landkreis Regen                       | 41.16 (4.2 %)   | 8978 (11.5 %)  | 218              | [ 52 ]    | [ 53 ]  |